# Přenos (psychologie)

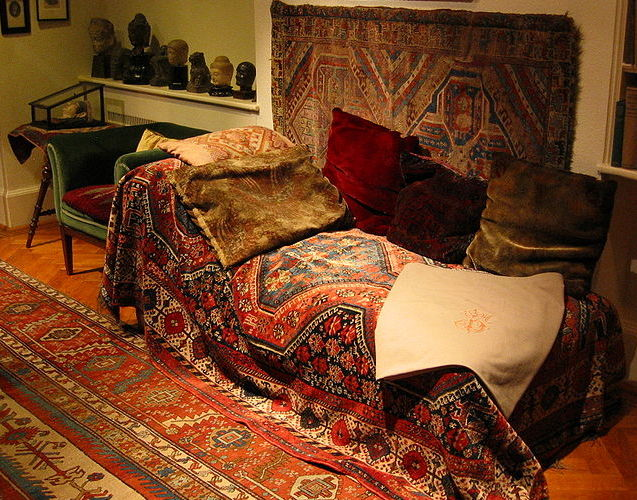
Freudova slavná pohovka, kterou využíval při psychoanalýze.

Přenos je psychoanalytický fenomén, který je popisován jako nevědomé přesměrování pocitů z jedné osoby na druhou. Jedna z definic přenosu je: „nevhodné opakování vztahu, který byl důležitý v dětství člověka, v jeho současném životě.“ Další definice zní: „ přesměrování pocitů a přání, zvláště těch nevědomých zachycených v dětství, směrem k novému objektu.“ Přenos je také popisován jako: „reprodukce emocí, týkajících se potlačovaných zkušeností, zejména z dětství, a jejich nahrazení jinou osobou… místo původního objektu, jenž představuje tyto potlačované podněty.“ Popsán byl Sigmundem Freudem, který potvrdil jeho důležitost pro lepší pochopení pacientových pocitů v rámci psychoanalýzy. Zabýval se jím rovněž Carl Gustav Jung.